# Aostadal
Het Aostadal (Italiaans: Valle d'Aosta [valle daˈɔsta] of Val d'Aosta; Frans: Vallée d'Aoste [vale dɔst]ⓘ of Val d'Aoste; Valdostaans: Vâl d'Aoûta of Val d'Outa [val duta]ⓘ) is een bergachtige regio met speciaal statuut in het uiterste noordwesten van Italië.
Het Aostadal is tweetalig: het Frans en het Italiaans hebben een officiële status.
Het grenst in het westen aan Frankrijk, in het noorden aan Zwitserland (Valais/Wallis) en in het zuiden en oosten aan de Italiaanse regio Piëmont.
Aostadal is een autonome regio binnen Italië, en is tegelijk een provincie. Het is de kleinste regio van het land en de enige die niet in meerdere provincies is opgedeeld.

## Geschiedenis
Reeds in de oudheid bewoonde een megalithische bevolking het gebied, dat werd overgenomen door de Salassi, een Kelto-Ligurische stam. Ze werden in 25 voor Christus verslagen door keizer Augustus en zijn bereden legioenen. Na eeuwen van keizerlijke overheersing en kerstening wist Aosta dankzij de Alpen en haar stadsmuren met succes invasies af te slaan. De oudst bekende naam van de streek, in het Latijn, is Vallis Augustana. Het rijk van Karel de Grote legde de Via Francigena aan die Rome met Aken verbond. Na het jaar 888 ontstond het Italiaanse rijk van Arduin van Ivrea en Berengarius. 
In de 11e eeuw viel het gebied toe aan het Huis Savoye (de hertogen van Savoye, later ook koningen van Sardinië). Sinds 1861 is het een deel van Italië. In 1944 werd het een autonome regio van Italië.

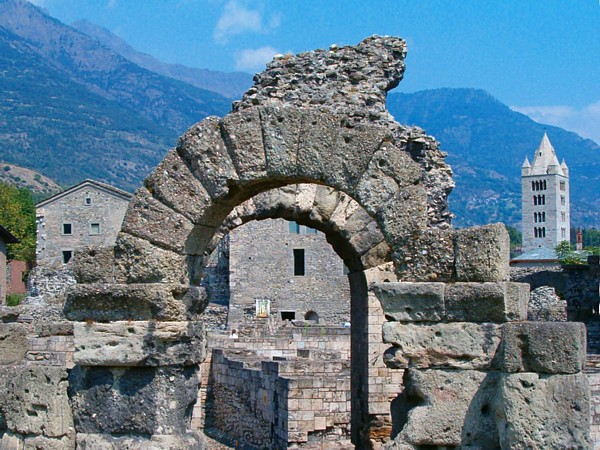
Romeinse ruïnes in Aosta

## Geografie
De regio beslaat 3263 km² en de hoofdstad van de regio is Aosta (Frans: Aoste). De regio omvat het dal van de Dora Baltea (Fr. Doire Baltée), een zijrivier van de Po, en zijdalen.

### Begrenzing
In het noorden wordt het Aostadal van het Zwitserse Wallis gescheiden door de Walliser Alpen. De Grote Sint-Bernhardpas leidt over deze bergketen naar Martigny. Andere passen over de Walliser Alpen zijn alleen te voet begaanbaar. De Walliser Alpen vormen hier een voor het verkeer ondoordringbare barrière tussen het Aostadal en Wallis.
In het noordwesten wordt het Aostadal begrensd door het massief van de Mont Blanc, waarachter in Frankrijk de vallei van Chamonix ligt. Aosta is met Chamonix verbonden door de Mont Blanctunnel, die de E25 onder de Mont Blanc door leidt.
Ten zuiden en zuidwesten van het Aostadal liggen de Grajische Alpen, waarover naar het westen de Kleine Sint-Bernhardpas naar Bourg-Saint-Maurice in het Savoyse Tarentaisedal voert. De zuidkant van het Aostadal wordt gevormd door het massief van de Gran Paradiso.
In het oosten ten slotte grenst de regio aan de dalen Val Sesia en Val d'Ossola (in Piëmont).

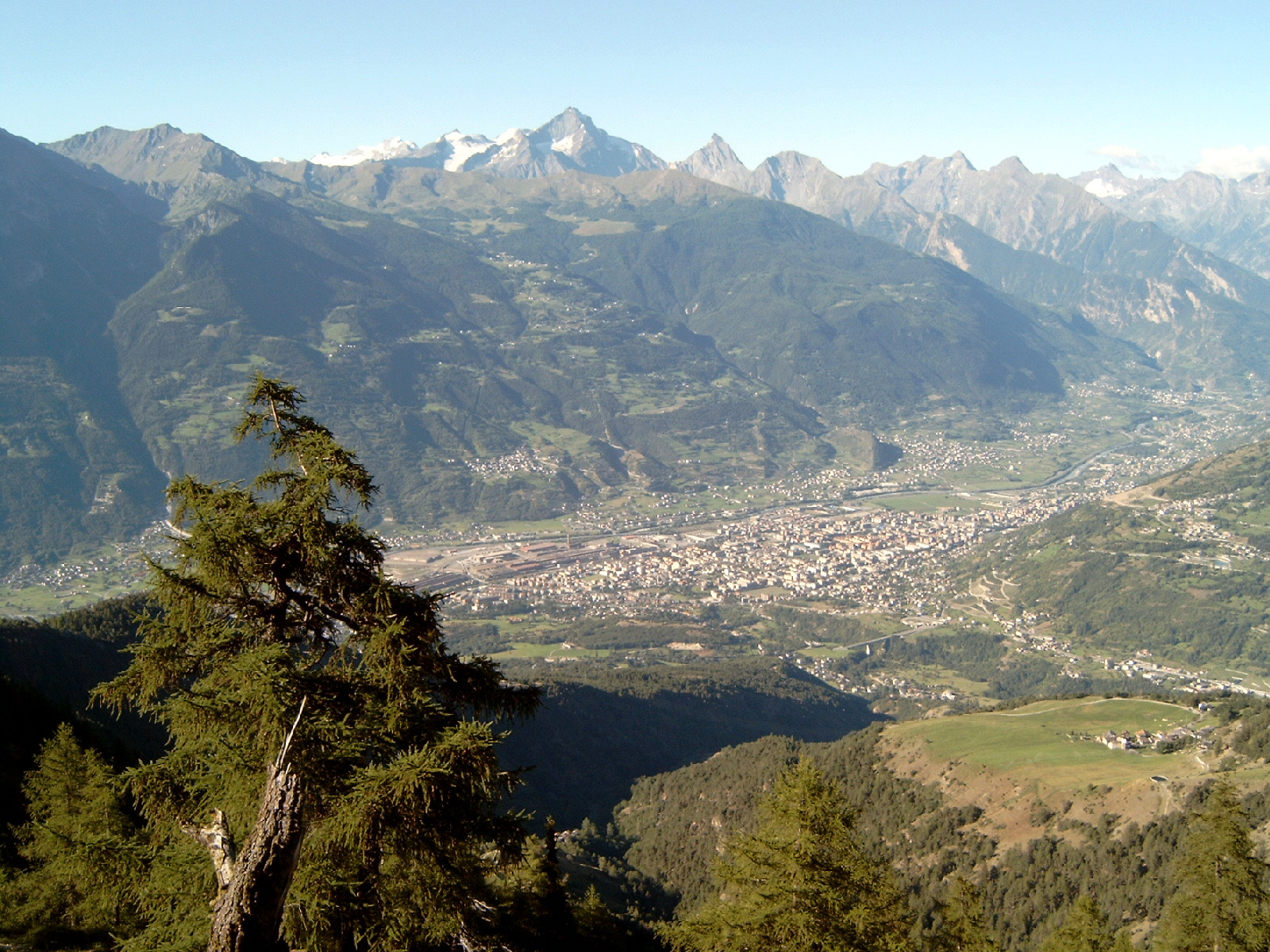
De stad Aosta gezien vanuit de omringende bergen

### Onderverdeling
Aan alle kanten wordt de vallei omringd door de hoogste toppen van de Alpen, wat voor veel toerisme zorgt. De zijdalen leiden naar skiplaatsen onder de grote bergmassieven.
Aan de zuidkant van de vallei lopen alle zijdalen dood op de Gran Paradiso (hoogste top 4.061 m), dit massief ligt grotendeels in het Nationaal park Gran Paradiso. De dalen zijn van west naar oost:
- Valgrisenche
- Rhêmesdal
- Valsavarenche
- Cognedal

In het noorden bevinden zich de volgende zijdalen:
- het Lysdal en het Val d'Ayas lopen dood op de Monte Rosa (4.634 m)
- het Valtournenche-dal loopt naar de skiplaats Breuil-Cervinia onder de Matterhorn (4.478 m)
- het Valpelline-dal loopt langs de Grand Combin (4.314 m) en Dent Blanche (4.356 m)
- het Grote Sint-Bernharddal naar de Grote Sint-Bernhardpas

Bij Entrèves in de gemeente Courmayeur splitst het hoofddal zich in het Val Veny en het Val Ferret
In het oosten van Aosta ligt bij Bard het kleine Champorcherdal.

## Bevolking
Aostadal heeft een bevolking van ongeveer 113.000 inwoners, waarvan een deel Franstalig is. Het Frans wordt (naast het Italiaans) gebruikt bij overheidsaangelegenheden en wetgeving. De lokale taal die door een groot deel van de inwoners gesproken wordt is het Valdostaans, een Arpitaans (Francoprovençaals) dialect.

## Bestuur
De regio heeft een speciale autonome status en een speciaal bestuurlijk statuut. Ze heeft geen provincie.

## Lijst gemeenten
| - Allein - Antey-Saint-André - Aosta-Aoste - Arnad - Arvier - Avise - Ayas - Aymavilles - Bard - Bionaz - Brissogne - Brusson - Challand-Saint-Anselme - Challand-Saint-Victor - Chambave - Chamois - Champdepraz - Champorcher - Charvensod - Châtillon - Cogne - Courmayeur - Donnas - Doues - Émarèse | - Étroubles - Fénis - Fontainemore - Gaby - Gignod - Gressan - Gressoney-La-Trinité - Gressoney-Saint-Jean - Hône - Introd - Issime - Issogne - Jovençan - La Magdeleine - La Salle - La Thuile - Lillianes - Montjovet - Morgex - Nus - Ollomont - Oyace - Perloz - Pollein - Pont-Saint-Martin | - Pontboset - Pontey - Pré-Saint-Didier - Quart - Rhêmes-Notre-Dame - Rhêmes-Saint-Georges - Roisan - Saint-Christophe - Saint-Denis - Saint-Marcel - Saint-Nicolas - Saint-Oyen - Saint-Pierre - Saint-Rhémy-en-Bosses - Saint-Vincent - Sarre - Torgnon - Valgrisenche - Valpelline - Valsavarenche - Valtournenche - Verrayes - Verrès - Villeneuve |